# AXL (ブランド)
AXL（アクセル）は、有限会社セルウィッシュのアダルトゲームブランド。

## 概要

### すたじおみりすペレット～AXL改名まで
本ブランドは、有限会社オーバーのブランドであるすたじおみりすの別チームすたじおみりすペレットとして、2005年10月に『チュートリアルサマー』を発売しデビューを果たした。このブランドにはすたじおみりす本体のスタッフが一切かかわっていなかったものの、名前の類似性から混同してしまうユーザーが相次いだ。また、すたじおみりすが様々な要素を詰め込んだゲームを制作するのに対して、同ブランドはアドベンチャーゲームを制作していくというゲームの方向性の違いなどから、ユーザーに対しても別ブランドであることが分かりやすくなるようにAXLと改名した。AXLという名前にはブランドの目標でもある「少しでも前に進み続ける」という意味が含まれており、アルファベットのAと五十音順のあは検索で最上位に来る傾向にあることから、このブランド名がつけられた。
ブランドが認知されるまでの間は約半年に1作品のペースで新作を発売するという方針がとられた。

### 特徴
これまでの全作品で瀬之本久史が原画を担当し、シナリオはディーオーやシーディーブロスなどの雄図グループのブランドで活躍したシナリオ制作チームさるさるに所属する北側寒囲と長谷川藍が交互に担当している。
声優の青山ゆかりが全作品、松田理沙が『キミの声がきこえる』～『Dolphin Divers』にて出演しており、青山ゆかりが演じたキャラクターのみが出演するボイスCD『わたしの言葉を聴きなさい!』や松田理沙が演じたキャラクターのみが出演するボイスCD『わたしの言葉を聴いてくださいっ』が制作され、それぞれコミックマーケットにて発売されたセットに同梱された。また、AXLの5周年記念企画の一環として2010年8月に開催されたコミックマーケット78にて『かしましコミュニケーション』までの各作品におけるユーザー登録はがきのアンケート欄で1位となったヒロインのデフォルメイラストが描かれたストラップとそのヒロインが出演するボイスCDが発売されたが、1位となったヒロインは全て2人が演じたキャラクターで占められていた。
ゲームの発売前のカウントダウンにおいて嘘粗筋と呼ばれる瀬之本久史によるパロディ漫画がオフィシャルホームページに掲載されるのが恒例となっている。嘘粗筋はコミックマーケットにおいて発売されるフルカラー小冊子や瀬之本久史のイラスト集『瀬之本久史アートワークス』にも掲載されている。
また、コンピュータソフトウェア倫理機構の倫理規定に加え、独自の倫理規定がデビュー時からもうけられており、頭身の低いキャラクターデザインは認められていない。

## 作品一覧
アダルトゲーム
- 2005年10月28日 - チュートリアルサマー（「すたじおみりすペレット」名義）
- 2006年5月26日 - ひだまり
- 2006年12月1日 - キミの声がきこえる
- 2007年6月29日 - 恋する乙女と守護の楯
- 2008年3月28日 - Princess Frontier
- 2009年2月27日 - Like a Butler
- 2010年2月26日 - かしましコミュニケーション
- 2011年5月27日 - 愛しい対象の護り方
- 2012年6月29日 - Dolphin Divers
- 2013年4月26日 - 百花繚乱エリクシル
- 2014年4月25日 - レーシャル・マージ
- 2015年5月29日 - あやかしコントラクト
- 2016年2月26日 - 恋する乙女と守護の楯 〜薔薇の聖母〜
- 2016年12月22日 - 王の耳には届かない!
- 2017年6月30日 - アイよりアオい海の果て
- 2018年6月29日 - キュリオディーラー

音楽CD
- AXLボーカルソング集 - 「Full throttle」
- AXLボーカルソング集第二弾 - 「Shift Up」
- AXLボーカルソング集第三弾 - 「Flat out」
- AXLボーカルソング集第四弾 - 「Overtake」
- AXLボーカルソング集第五弾 - 「Drafting」
- AXLボーカルソング集第六弾 - 「Burn out」

## 主なスタッフ
プロデューサー
- GOU

原画
- 瀬之本久史

シナリオ
- 北側寒囲
- 長谷川藍